# Stuck in a Moment You Can't Get Out Of
"Stuck in a Moment You Can't Get Out Of" là đĩa đơn thứ hai từ album phòng thu của U2 năm 2000 All That You Can't Leave Behind. Ca khúc đã đoạt giải Grammy cho Trình diễn Song ca/Nhóm nhạc giọng pop xuất sắc nhất năm 2002. Bono cho biết bài hát được lấy cảm hứng từ một cuộc trò chuyện hư cấu với người bạn của anh Michael Hutchence về việc tự tử.

## Xếp hạng
| Vị trí (2001)                        | Vị trí cao nhất |
| ------------------------------------ | --------------- |
| Úc (ARIA)                            | 3               |
| Áo (Ö3 Austria Top 40)               | 38              |
| Bỉ (Ultratop 50 Flanders)            | 31              |
| Bỉ (Ultratop 50 Wallonia)            | 33              |
| Canada (Nielsen SoundScan)           | 1               |
| Đan Mạch (Tracklisten)               | 9               |
| Phần Lan (Suomen virallinen lista)   | 10              |
| Pháp (SNEP)                          | 31              |
| Đức (GfK)                            | 40              |
| Ireland (IRMA)                       | 1               |
| Ý (FIMI)                             | 1               |
| Hà Lan (Dutch Top 40)                | 7               |
| Hà Lan (Single Top 100)              | 12              |
| New Zealand (Recorded Music NZ)      | 17              |
| Na Uy (VG-lista)                     | 4               |
| Spain                                | 2               |
| Thụy Điển (Sverigetopplistan)        | 23              |
| Thụy Sĩ (Schweizer Hitparade)        | 38              |
| Anh Quốc (OCC)                       | 2               |
| Hoa Kỳ Billboard Hot 100             | 52              |
| Hoa Kỳ Alternative Songs (Billboard) | 35              |
| Hoa Kỳ Mainstream Rock (Billboard)   | 35              |
| Hoa Kỳ Adult Pop Airplay (Billboard) | 9               |
| Hoa Kỳ Pop Airplay (Billboard)       | 27              |
| US Top 40 Tracks                     | 27              |